# Щедрик (хор)

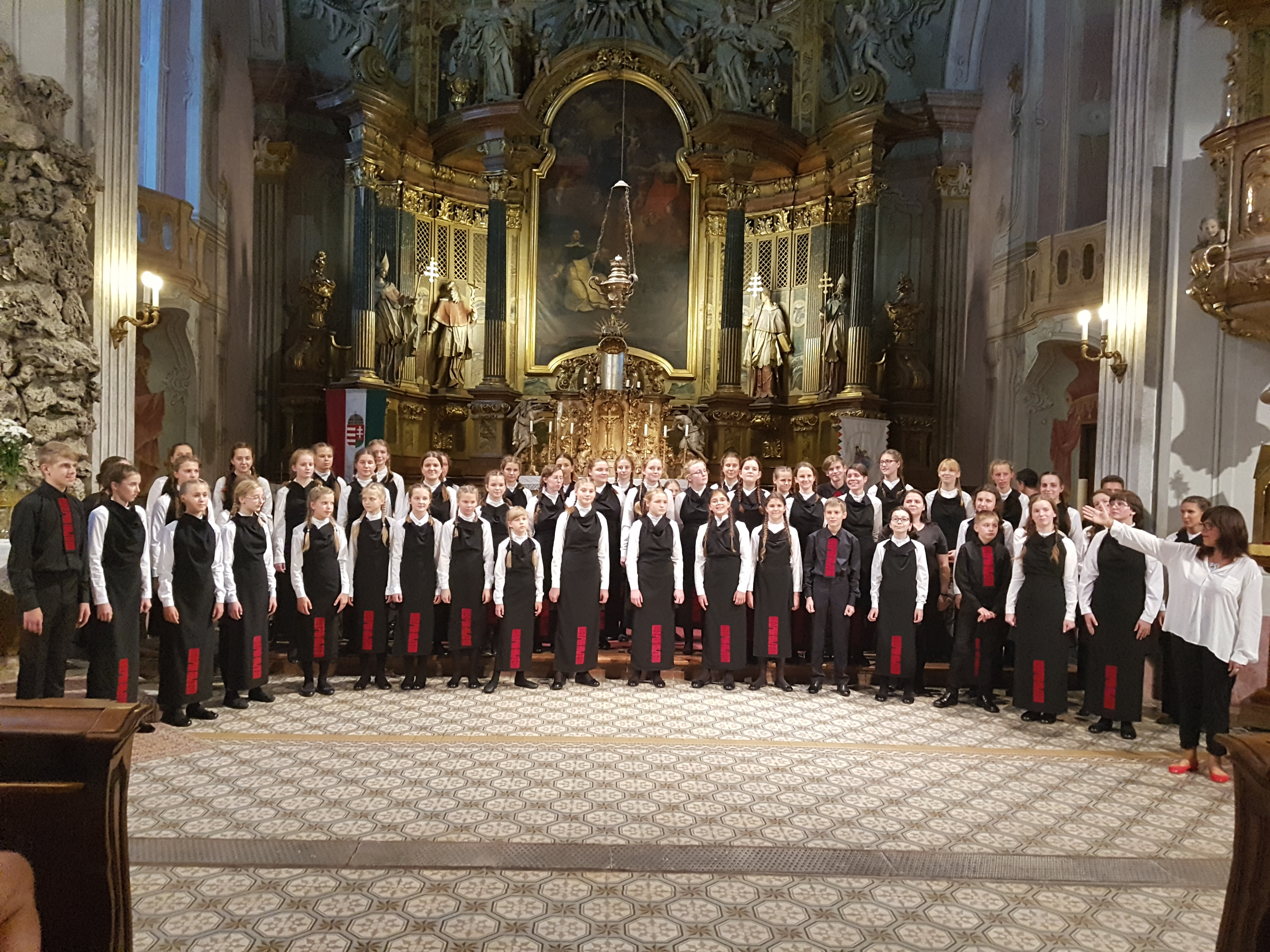
Концерт українського дитячого хору «Щедрик» 16 липня 2018 року в приміщенні будапештської церкви Св. Михайла.

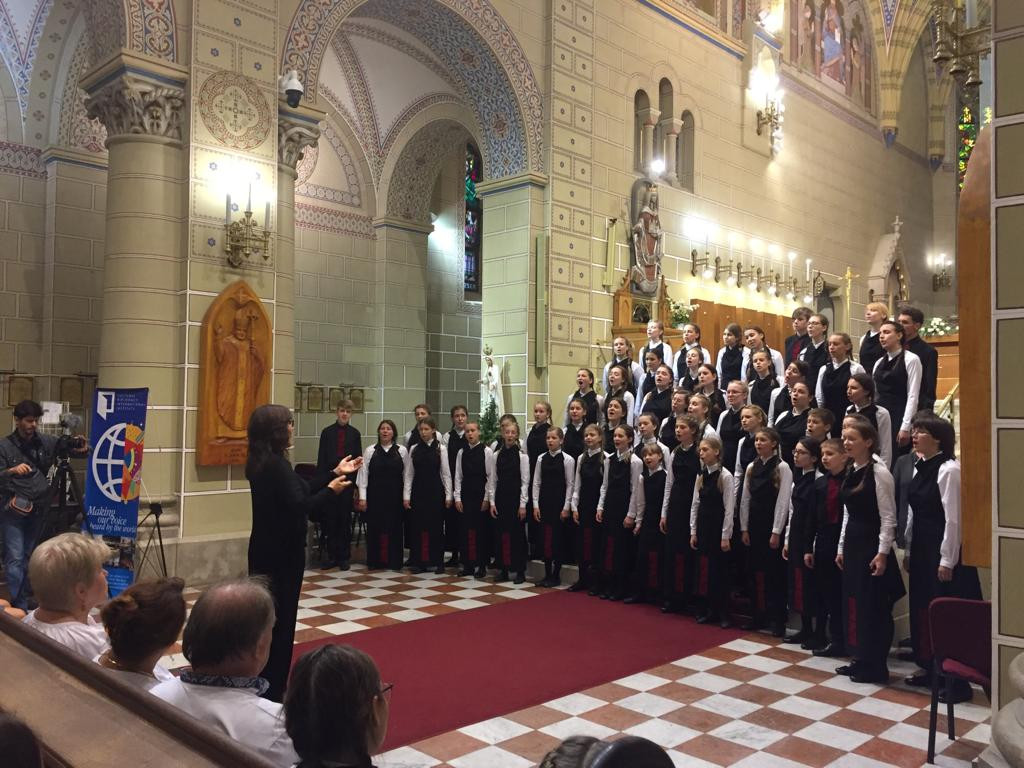
Концерт українського дитячого хору «Щедрик» 23 липня 2018 року в Базиліці Св. Михайла міста Веспрем.

Київський дитячий хор «Щедрик»  засновано 1971 року в Україні майстром хорового мистецтва Іриною Сабліною (дружина Романа Кофмана). Починаючи з 2004 року, художнім керівником та головним диригентом колективу є Заслужений діяч мистецтв України Маріанна Сабліна.
У репертуарі хору «Щедрик» - музика Ренесансу, бароко, класична та духовна музика, обробки українських пісень та пісень народів світу, твори сучасних вітчизняних і закордонних композиторів. Усі твори «Щедрик» виконує мовою оригіналу.
Сьогодні хор нараховує понад 150 дітей різного віку, що займаються у відповідних вікових групах. Близько 55 кращих виконавців входить до концертного складу. За 50 років існування хору, «Щедрик» виховав більше 2 000 хористів. Серед випускників хору український композитор Вікторія Польова та солістка Дому органної музики Марія Ліпінська.

## Концертна діяльність
«Щедрик» дав понад 500 концертів у Німеччині, США, Канаді, Італії, Австралії, Латвії, Польщі та України, зокрема у концертних залах: «Mozarteum» (Зальцбург), «Beethovenhalle» (Бонн), «Roy Thomson» (Торонто), «Gasteig» (Мюнхен), «Forum» (Леверкузен), Камерному залі Берлінської філармонії, «Musikaliska», «Eric Ericsonhallen» (Стокгольм), Великому залі Московської консерваторії ім. П. І. Чайковського, "Musikverein" Golden Hall (Відень), «Konzerthaus» Great Hall (Відень) та інших.
У спільних проєктах «Щедрик» співпрацював з Володимиром Крайнєвим, Ґідоном Кремером, Романом Кофманом, Ґією Канчелі, Іваном Моніґетті, Даніелем Баренбоймом, Мартою Арґеріх та іншими.
Три перших записи хору «Щедрик» зроблено фірмою «Мелодія» на вінілових платівках. Частково репертуар «Щедрика» представлено на 5 CD дисках, записаних в Україні. Німецька компанія «Deutsche Welle» здійснила випуск Різдвяного концерту «Щедрика» 2011 року у м. Бонні. Почесне місце у дискографії хору займає твір «Три маленькі літургії» О. Мессіана, виконаний «Щедриком» разом із оркестром «Кремерата Балтіка» під керуванням Р.Кофмана, який увійшов до збірки найкращих концертів з історії «Фестивалю камерної музики Гідона Кремера».

## Участь у фестивалях
Хор брав участь у престижних українських і світових музичних фестивалях:
- «America Fest» у Де-Мойні (США), 1994
- «КиївМюзікФест» у Києві (Україна), 2000
- Фестивалі камерної музики Ґідона Кремера у Локкенгаусі (Австрія), 2002, 2008, 2011
- III Міжнародний хоровий фестиваль у Ризі (Латвія), 2004
- «Тоніка» у Києві (Україна), 2004
- І Міжнародний осінній хоровий фестиваль у Москві (Росія) до 140-річчя Московської консерваторії, 2005
- «Віртуози» у Львові (Україна), 2006
- «Cantus MM» у Зальцбурзі (Австрія), 2007
- «Cracovia Music Festival» у Кракові (Польща), 2009
- «Beethovenfest» у Бонні (Німеччина), 2010
- «Зустріч зі Славою» — захід у Кронберзі (Німеччина) до дня вшанування пам'яті М. Ростроповича, 2011
- ХХ фестиваль камерної музики у Кронберзі (Німеччина), 2013
- «То Russia With Love» — концерт у Берліні (Німеччина) на підтримку політв'язнів, 2013
- «Leigo Lake» у Лейго (Естонія), 2015
- Фестиваль української музики «Rethinking Europe — Stop One: Ukraine» у Стокгольмі (Швеція), 2017
- VII Міжнародний фестиваль оркестрових і хорових колективів у Флоренції (Італія), 2018
- XIII «Summa Cum Laude» International Youth Music Festival у Відні (Австрія), 2019

## Відзнаки
В усіх міжнародних конкурсах, у яких «Щедрик» брав участь, він здобув найвищі нагороди:
- Гран-прі Міжнародного хорового конкурсу «Kathaumixw» у Пауелл Рівер (Канада), 1990
- Гран-прі Міжнародного хорового конкурсу в Де-Мойні (США), 1992
- Гран-прі та Золотий диплом XXXVI Міжнародного хорового конкурсу в Мендзиздроє (Польща), 2001
- Золотий диплом найвищого ступеня та Гран-прі I Міжнародного конкурсу «Musica sacra a Roma» у Римі (Італія), 2005
- «Золотий Давид» — Гран-прі VII Міжнародного фестивалю-конкурсу оркестрових і хорових колективів у Флоренції (Італія), 2018
- Перше місце з відзнакою «Видатний успіх» в категорії Treble Choirs / Жіночі хори/ XIII «Summa Cum Laude» International Youth Music Festival у Відні (Австрія), 2019

### Відгуки преси
- «Радянська сенсація» — «Times», 1990
- «Професійний ансамбль світового рівня» — «Ukrainian Weekly», 1991
- «Музичний рівень, досягнутий такими юними хористами, здається неможливим» — «The Hawk Age», 1993
- «Уже після перших звуків стало зрозумілим, чому цей хор відносять до найкращих у світі» — «Bad Godesberger Nachrichter», 1996
- «Це занадто прекрасно, щоб бути правдою» — «Süddeutsche Zeitung», 1998
- «Можу засвідчити, що „Щедрик“ — видатний колектив, що незмінно має неймовірний успіх у публіки та знавців» — «Дзеркало тижня», 2002
- «Перш за все ці діти викликають пошану і тільки потім розчулення»[1] — Тиждень, 2007
- «Дитячі голоси — кришталевий спів, ніжність і безстрашність, лагідність і свобода. Почувши, як співає „Щедрик“, іншими очима дивишся на світ»[2] — «День», 2014

### Відгуки відомих осіб
- Ґія Канчелі, композитор:

«Дитячі хори існують у багатьох країнах, але „Щедрик“ — явище особливе через те, що ґрунтується на неповторних хорових традиціях, закладених Іриною Сабліною й успішно продовжених її дочкою Маріанною Сабліною. Завдяки їм „Щедрик“ і став явищем унікальним».
- Ґідон  Кремер, скрипаль, диригент:

«Можу засвідчити, що „Щедрик“ — видатний колектив, що незмінно має неймовірний успіх у публіки та знавців. Це хоровий ансамбль, здатний у світовому масштабі „говорити“ ангельськими дитячими голосами про свою країну та свідчити про історичні музичні традиції свого народу».
- Борис Тевлін, хормейстер, професор Московської консерваторії ім. П. І. Чайковського:

«Перемога київського дитячого хору „Щедрик“ у Римі стала безумовною перемогою українського хорового мистецтва у світі».
- Святослав Вакарчук, соліст гурту «Океан Ельзи»:

«Треба вклонитися цим маленьким дітям, які несуть нашу музику, нашу культуру за кордон. Роблять це якісно, красиво та щиро. „Щедрик“ — це гордість України».
- Папа Римський Бенедикт XVI:

«Дякую вам, щедрики, за те, що ви бездоганні у своєму співі!»